# Ceratozamia matudae
Ceratozamia matudae Lundell, 1939 è una pianta appartenente alla famiglia delle Zamiaceae, endemica di Messico e Guatemala.
L'epiteto specifico è un omaggio al botanico nippo-messicano Eizi Matuda (1894-1978), scopritore della specie.

## Descrizione
È una cicade pachicaule con fusto lungo non oltre 50 cm.
Le foglie, da 5 a 15, lunghe 70–120 cm, sono disposte a corona all'apice del fusto; all'inizio sono di colore bronzeo e tomentose, una volta mature acquisiscono una colorazione giallo-verdastra e divengono glabre; sono sorrette da un picciolo lungo 20–30 cm, densamente spinoso e sono composte da 46-88 foglioline lanceolate, di consistenza coriacea, lunghe 20–40 cm, prive di venatura centrale, inserite su un rachide con arrangiamento lievemente spiraloide.
È una specie dioica, che presenta coni maschili conici, lunghi 8–16 cm, peduncolati, con microsporofilli lunghi 1–2 cm, e coni femminili globoso-cilindrici, lunghi 12–15 cm e larghi 8–9 cm, con macrosporofilli lunghi 3-3,5 cm; sia gli sporofilli maschili che quelli femminili presentano all'apice le caratteristiche protuberanze cornee tipiche del genere Ceratozamia.
I semi sono ovoidali, lunghi 25–30 mm, ricoperti da un tegumento di colore da bianco-crema a bruno.
Somiglia a Ceratozamia kuesteriana da cui si differenzia per il picciolo densamente spinoso.

## Distribuzione e habitat
La specie è diffusa nelle foreste tropicali montane degli stati messicani del Chiapas e di Oaxaca; alcune popolazioni si estendono sino al Guatemala occidentale.

## Conservazione
La IUCN Red List classifica C. matudae come specie in pericolo di estinzione (Endangered).
È inserita nella Appendice I della Convention on International Trade of Endangered Species (CITES)